# Brigada Flores Magon
Brigada Flores Magon és un grup francès de música oi! i punk rock, conegut per les seves lletres polítiques properes al moviment llibertari. Es va formar a la dècada de 1990 a partir de la coneixença entre diferents individus de l'escena alternativa del moviment redskin parisenc. El nom del grup és un homenatge a l'anarquista mexicà Ricardo Flores Magón.

## Trajectòria
Després d'un EP compartit amb els catalans d'Opció K-95 publicat l'any 1999 amb el segell discogràfic alemany Mad Butcher, el primer àlbum homònim aparegué el maig del 2000 amb Crash Discos.
El 2001, publicaren l'EP Anges Gardiens que reflecteix plenament la sensibilitat política anarcosindicalista i radicalment antifeixista. A continuació, el grup encetà una gira que els portà a tocar, entre altres llocs, a l'associació Harz de Quimperlé. Rock or Die es publicà el 2002. L'àlbum, el més musical i menys polític del grup, aconseguí un gran èxit de crítica i públic arribant més enllà de l'escena RASH. Cinc anys després aparegué Tout pour tous acompanyat d'un DVD.
A causa dels projectes artístics paral·lels dels seus membres, el grup va anunciar la seva separació amb un concert de comiat al Festival Barricata a París el 26 de juny de 2010, en companyia de Hors Contrôle, Zartako i Banda Bassotti.

## Membres
- Mateo - cantant
- Julien - bateria
- Goose - guitarra
- Arno Rudeboy - guitarra
- Laurent - baix

## Discografia
- 1999: International Socialism (disc compartit amb Opció K-95)
- 2000: Brigada Flores Magon
- 2001: Anges Gardiens
- 2002: Rock or Die
- 2007: Tout pour Tous